# Mother Goose (Jethro Tull)
Mother Goose è una canzone del gruppo rock britannico Jethro Tull, pubblicata come quarta traccia dell'album Aqualung del 1971.  Il testo è un pastiche di immagini reali, basato su scene che Ian Anderson ha visto mente girovagava ad Hampstead Heath. Il brano è prevalentemente acustico molto simile a Cheap Day Return o Slipstream, dello stesso album.

## Comparse in altri album
- The Best of Jethro Tull: The Anniversary Collection (1993)
- Aqualung Live (2005)